# Кирабаев, Нур Серикович
Нур Се́рикович Кираба́ев (род. 19 декабря 1951 года, Алма-Ата, КазССР) — советский и российский арабист, историк философии, специалист по арабо-мусульманской философии. Доктор философских наук, профессор, академик НАН РК (2017). Заслуженный деятель науки РФ (2007).

## Биография
В 1974 году окончил философский факультет МГУ имени М. В. Ломоносова.
В 1978 году окончил аспирантуру кафедры истории зарубежной философии философского факультета МГУ.
В 1979 году защитил диссертацию на соискание учёной степени кандидата философских наук по теме «Проблема человека в доктрине аль-Газали». С того же года работает в Университете дружбы народов.
В 1988—1992 годах — заведующий кафедрой философии РУДН. В 1989 году защитил диссертацию на соискание учёной степени доктора философских наук по теме «Социальная философия мусульманского средневековья».
С 1994 года — заведующий кафедрой истории философии РУДН, а также заведующий отделением философии. С 1996 года — декан факультета гуманитарных и социальных наук, с 2006 года — проректор РУДН по научной работе, с 2020 года — советник при ректорате РУДН по научной деятельности.
Директор межвузовского Центра по изучению философии и культуры Востока при Российском университете дружбы народов.
Главный редактор журнала «Вестник РУДН. Серия Философия», ответственный редактор философского ежегодника тематической серии «Философская мысль континентов».
Научный руководитель четырёх международных философских симпозиумов «Диалог цивилизаций: Восток-Запад» (Москва. РУДН, 1992, 1995, 1997, 1999). Научный руководитель темы «Диалог цивилизаций: Восток — Запад» по программе «Университеты России», а также издательской программы академических монографий на русском языке «Российские труды по востоковедению и истории философии» международного издательства «Эдвин Медлен Пресс».
Действительный член Российской академии социальных наук и Международной академии наук высшей школы. Член Европейского общества центрально-азиатских исследований, академик НАН РК (с 2017 года).

## Научная деятельность
Н. С. Кирабаевым было проведено первое в отечественной и зарубежной историко-философской литературе комплексное исследование социальной философии арабо-мусульманского средневековья. Им была представлена взаимосвязь философии и мусульманского права, где последнее является ключевым для мусульманской идеологии. Мусульманское право рассмотрено как первая форма теоретического знания из которой произошли основные проблемы и методы гуманитарных наук на арабо-мусульманском Востоке. Н. С. Кирабаев провёл реконструкцию парадигмы классической арабо-мусульманской философии, провёл анализ складывания и действия политико-правовой культуры ислама. Фикх представлен Н. С. Кирибаевым в виде концепции «сакральной» легитимности государства, оказывающей влияние в качестве политической доктрины на развития Арабского халифата.
Также Н. С. Кирабаевым широко изучен вопрос зарождения и развития социальной философии восточного перипатетизма (от учения аль-Фараби о «добродетельном городе» до концепции идеального государства Ибн-Рушда в духе идей «естественного права». Особое внимание было уделено философии истории Ибн-Хальдуна, а также особенностям гуманистических традиций в классической арабо-мусульманской философии.
В последующем ряде работ Н. С. Кирабаев рассмотрел проблемы кросскультурного взаимодействия западных и восточных цивилизаций, в которых раскрываются проблемы открытости цивилизаций к диалогу, вопросы устойчивости межцивилизационного диалога в ходе развития философского знания. А также кросскультурное взаимодействие в условиях складывания и жизнестойкости внешнеполитической доктрины России.

## Семья
Отец: Серик Кирабаев (1927—2021) — советский и казахский учёный-литературовед, доктор филологических наук, профессор, академик НАН РК, заслуженный деятель науки Казахстана, лауреат государственной премии Казахстана.
Мать: Алия Бейсенова (род. 1932) — советский и казахстанский учёный, доктор географических наук, профессор, академик НАН РК. Заслуженный деятель Казахстана, лауреат государственной премии Казахстана.
Брат: Алим Кирабаев (род. 1972) — казахстанский дипломат, Чрезвычайный и Полномочный Посол Казахстана в Польше.

## Награды
- Орден «Дружбы» (2001)
- Медаль «В память 850-летия Москвы»
- Медаль «За заслуги» (международная общественная награда ООН за вклад в развитие диалога между цивилизациями)

## Основные работы

### Монографии
- Кирабаев Н. С. Социальная философия мусульманского Востока. М., 1987.
- Кирабаев Н. С. Классическая арабо-мусульманская философия: от социальной философии к философии истории. М., 1990.
- Кирабаев Н. С. Классики арабо-мусульманской философии. Составитель, автор послесловия. New York, 1999. Т. 1-2 (на рус. яз.).
- Кирабаев Н. С. Политическая мысль мусульманского средневековья. — М.: РУДН, 2005. — 256 с. — ISBN 5-209-01948-9.
- Кирабаев Н. С. Учебное пособие по курсу «Средневековая арабо-мусульманская философия». — СПб.: СПбГУ, 2005. — 101 с. — ISBN 5-209-01948-9. Архивировано 2 мая 2014 года..
- Кирабаев Н. С. Очерки философии «Чистых Братьев». — М., 2006.

### Статьи
на русском языке
- Кирабаев Н. С. Концепция причинности в доктрине аль-Газали // Вестник МГУ. Сер. «Философия». 1978. № 4;
- Кирабаев Н. С. Проблема свободы воли в учении аль-Газали // Человек, сознание, мировоззрение. М., 1979;
- Кирабаев Н. С. Идея совершенства в этике аль-Газали // Философия зарубежного Востока о социальной сущности человека. М., 1986;
- Кирабаев Н. С. Теория государства в мусульманском правоведении // Классический ислам. Традиционные науки и философия. М., 1988;
- Кирабаев Н. С. Соотношение власти и авторитета в политическом учении аль-Газали // Человек как философская проблема: Восток-Запад. М., 1991;
- Кирабаев Н. С. Современная философская компаративистика и теория историко-философского процесса // Проблема интеграции философских культур в свете компаративистского подхода. СПб., 1996;
- Кирабаев Н. С. Ислам в контексте мусульманской цивилизации // Вестник РУДН. Сер. «Философия». М., 1997;
- Кирабаев Н. С. Из словаря арабо-мусулъманской классики // Вестник РУДН. Сер. «Философия». 1999. № 1;
- Кирабаев Н. С. Классическая арабо-мусульманская философия в зеркале западноевропейской схоластики //В. РУДН. Сер. «Философия». 1999. № 1;
- Кирабаев Н. С. О философских основаниях мусульманской культуры // Homo philosophans. СПб., 2002 г.;
- Кирабаев Н. С. Проблемы понимания мусульманской культуры // Историко-философский ежегодник-2003. М., 2004 г.;
- Кирабаев Н. С. Философия власти: Аль-Маварди и аль-Газали // Серия «Сравнительная философия». Моральная философия в контексте многообразия культур. М., 2004;
- Кирабаев Н. С.Философская компаративистика и социокультурная критика // Журнал современной зарубежной философии и философской компаративистики ХОРА. Выпуск 1/2 2007. Курск;
- Кирабаев Н. С. Мусульманская культура перед дилеммой: мулътикультурализм или культурная вестернизация //Диалог цивилизаций как призвание. М.: РУДН, 2007.

на других языках
- Kirabaev N. S. Islamic and Christian Culture: Reopening the Lost Dialogue // Islamic and Christian Cultures: Conflict or Dialogue. Washington, 2001;
- Kirabaev N. S. Paideia and Adab in Islam // Educating for Democracy. New York, 2004;
- Kirabaev N. S. Russia in Contemporary Dialogue of Civilizations: An Introduction // Russian Civilization. New Delhi 2007;
- Kirabaev N. S. Multiculturalism: Pro et Contra // Pontes Interculturais Sao Leopoldo: Nova Harmonia 2007.